# 維利尼揚斯克
維利尼揚斯克（羅馬化：Vilniansk，發音：[wilʲˈnʲɑnʲsʲk]），或译为沃利尼扬斯克，是乌克兰扎波羅熱州扎波羅熱區维利尼扬斯克市镇内的城市及该市镇的行政中心，2020年7月18日前为維利尼揚斯克區的行政中心。該市距離州府扎波羅熱22公里，始建於1840年，面積16平方公里，海拔高度157米，2022年人口数量为14,324人。

## 图集

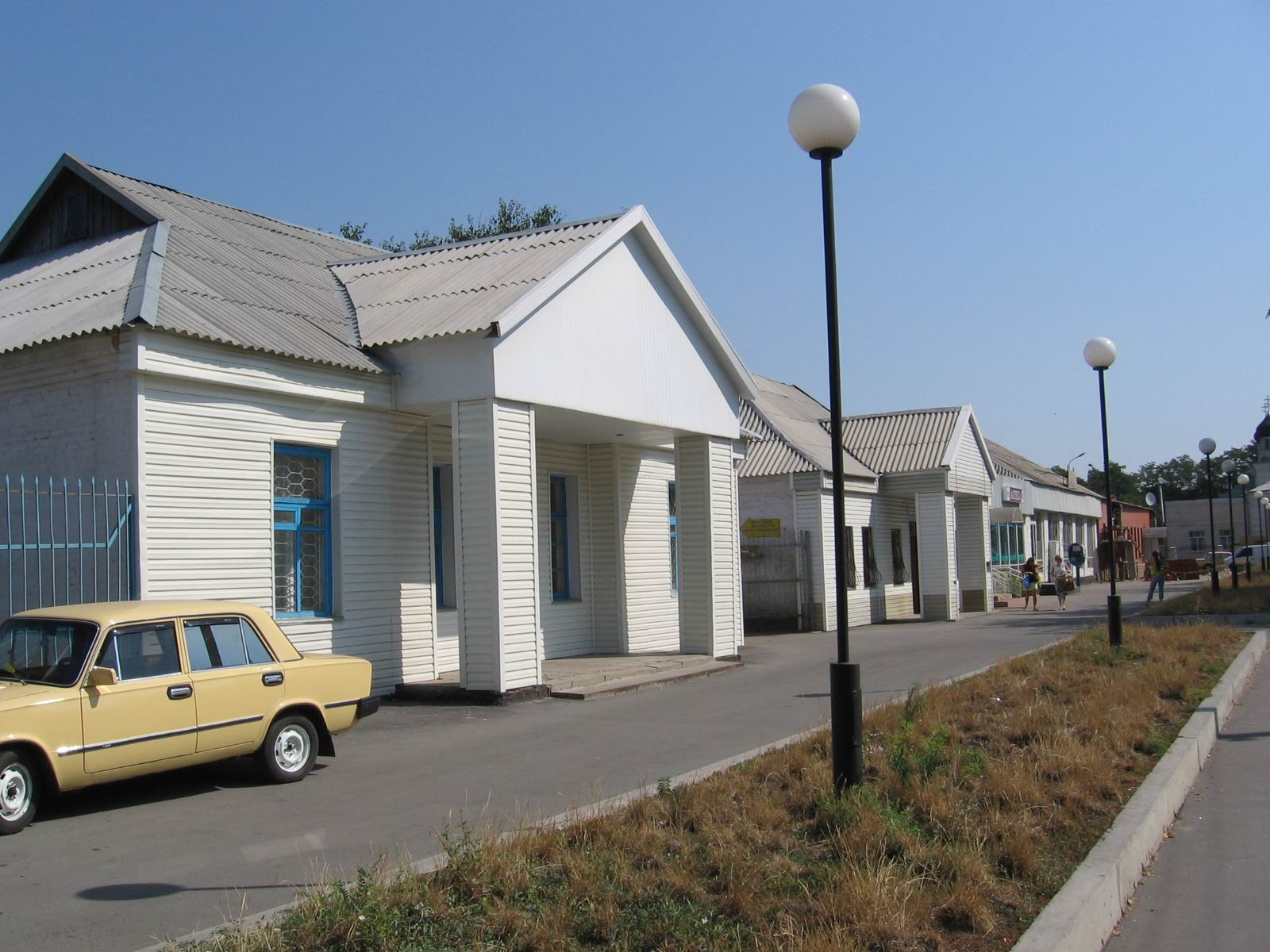

## 備注
1. ↑  俄语：，羅馬化：Vol'nyansk